# Colegiul Național „Dragoș Vodă” din Câmpulung Moldovenesc

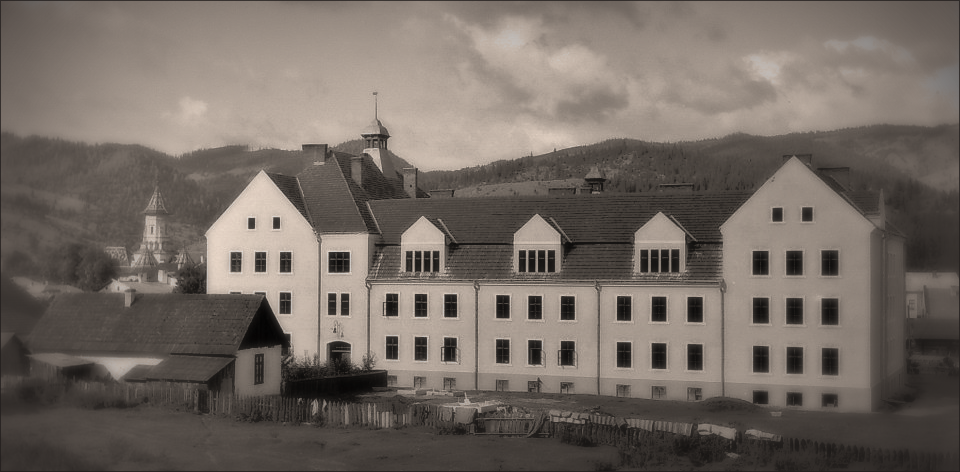
Liceul „Dragoș Vodă” din Câmpulung Moldovenesc în anul 1915.

Colegiul Național „Dragoș Vodă” din Câmpulung Moldovenesc (în trecut Liceul „Dragoș Vodă”) este un liceu din municipiul Câmpulung Moldovenesc, județul Suceava, situat în centrul localității, pe Strada Liceului nr. 1.

## Istoric
Liceul a fost înființat în anul 1907 când, la insistențele contelui Franz von Bellegarde (1833-1912), deputatul de Câmpulung în parlamentul austriac, împăratul Franz Iosif a emis Decretul imparatesc austriac pentru întemeierea unui gimnaziu complet cu 8 clase în orașul Câmpulung Moldovenesc. Cu urmare, prin Decretul nr. 40301/3.10.1907 Ministerului de Culte și Instrucțiune al Austriei, se stabilea statutul noului gimnaziu care urma să fie dirijat de un director, de 10 cadre didactice și "un servitor definitiv".
Primul director al gimnaziului a fost Daniil Verenca, venit din Cernăuți. Dintre primii profesori ai liceului sunt de menționat Modest cavaler de Sorocean, Dimitrie Logigan și Ion Ștefureac. 
În perioada 1907-1918 liceul a funcționat având româna și germana ca limbile de predare.
După unirea Bucovinei cu România, în 1918, structura liceului s-a schimbat, rămănând cu româna ca singură limbă de învățământ. Director al liceului a fost numit Ioan Bilețchi-Albescu care a condus liceul din 1918 până în 1941, având o contribuție esențială în ridicarea prestigiului unității de învățământ. În 1919 gimnaziul a fost denumit Liceul Dragoș Vodă. 
În 1949, odată cu reforma învățământului, se schimbă numele liceului care devine Școală Medie. În 1957, cu prilejul serbării semi-centenarului liceului, se revine la denumirea Liceul Dragoș Vodă. În anul 2001, liceul devine colegiu național.

## Situația actuală
În prezent, Colegiul Național Dragoș Vodă oferă studii liceale cu o durată de 4 ani, pe 4 profiluri teoretice: dintre care 2 reale: matematică-informatică și științe ale naturii, și 2 umanistice: filologie si științe sociale. 